# Pillar of Fire
 (novembre 2017).
Si vous disposez d'ouvrages ou d'articles de référence ou si vous connaissez des sites web de qualité traitant du thème abordé ici, merci de compléter l'article en donnant les références utiles à sa vérifiabilité et en les liant à la section « Notes et références ».
Ne doit pas être confondu avec Pillar of Fire (Chicago).
Pillar of Fire est le second album du supergroupe Tau Cross. Il est sorti en 2017
Albums de Tau Cross
Tau Cross
(2015)

## Composition du groupe
- Rob (The Baron) Miller : chant.
- Andy Lefton : guitare.
- Jon Misery : guitare.
- Tom Radio : basse.
- James Adams : claviers.
- Michel (Away) Langevin : batterie.

## Liste des chansons de l'album
1. Raisin' Golem - 5:13.
2. Bread and Ciruses - 4:51.
3. On the Water - 5:07.
4. Deep State - 5:05.
5. Pillar of Fire - 4:16.
6. Killin' the King - 5:40.
7. A White Horse - 3:00.
8. The Big House - 5:27.
9. R.F.I.D. - 2:48.
10. Seven Wheels - 4:46.
11. What Is a Man - 4:09.
12. Three Down (bonus).
13. We Are the Terror (bonus).
14. In Time (bonus).